# Conferentie van Seelisberg
De Conferentie van Seelisberg of de Internationale Noodconferentie over Antisemitisme was een conferentie in de Zwitserse plaats Seelisberg in 1947 georganiseerd door de Internationale Raad van Christenen en Joden. Bedoeling was om tot een beter begrip te komen tussen christenen en joden en het antisemitisme binnen de christelijke kerken te bestrijden.

## Aanloop
Als in 1933 was geprobeerd een dergelijke conferentie te organiseren, maar dit bleek niet mogelijk gezien de politieke situatie in Europa. De jodenvervolging tijdens de Tweede Wereldoorlog maakte het onderwerp alleen maar dringender.

## Deelnemers
Er waren 28 joodse deelnemers aan de conferentie. De centrale figuur was de Franse historicus Jules Isaac. Verder namen er 23 protestanten deel, onder wie de Amerikaanse voorzitter van de conferentie, Willard E. Goslin. En er waren 9 katholieke deelnemers, onder wie kapucijnen en dominicanen. Geen van de deelnemers aan christelijke zijde beschikte over een mandaat van zijn kerkinstituut.

## Resultaten
Na de conferentie werden de Tien punten van Seelisberg gepubliceerd. Deze punten waren niet revolutionair. De meest centrale aanbeveling was om niet meer te spreken van 'de Joden' als de moordenaars van Christus in de context van het lijdensverhaal.
Binnen de Rooms-Katholieke Kerk hadden de aanbevelingen van Seelisberg niet onmiddellijk invloed. Paus Pius XII weigerde het gebed van Goede Vrijdag, dat als Joods-onvriendelijk werd beschouwd, te wijzigen. Dit gebeurde pas door paus Johannes XXIII en zijn opvolger paus Paulus VI in het kader van het Tweede Vaticaans Concilie met de verklaring Nostra aetate over de relaties met de niet-christelijke godsdiensten, waaronder de Joodse.